# خوسيه أنخيل سانشيز
خوسيه أنخيل سانشيز (بالإسبانية: José Ángel Sánchez Asiaín)‏ (1929 – 2016 م) هو عالم اقتصاد، وأستاذ جامعي، ومصرفي، ورجل أعمال، من إسبانيا، ولد في باراكالدو، وكان عضوًا في الأكاديمية الملكية للتاريخ (منذ 1989)، والأكاديمية الأوروبية للعلوم والآداب، توفي في مدريد، عن عمر يناهز 87 عاماً.

## التعليم
تعلم في Deusto Business School (Bilbao) ‏، وجامعة مدريد.

## مناصب وهيئات
أدار جامعة ديوستو، وجامعة بلد الوليد، وجامعة إقليم الباسك.

## جوائز
حصل على جوائز منها:
- Juan Lladó Prize  [لغات أخرى]‏
- وسام النجم القطبي الملكي السويدي
- دكتوراه فخرية، عن عمل: جامعة بلد الوليد
- دكتوراه فخرية، عن عمل: جامعة ميغيل هيرنانديز في إلتشي
- وسام استحقاق الجمهورية الإيطالية
- الصليب الأعظم للنيشان المدني لألفونسو العاشر الحكيم
- نيشان الأمير هنري
- دكتوراه فخرية، عن عمل: جامعة إقليم الباسك.